# Bonyháti Jolán
Bonyháti Jolán (Olthévíz, 1908. augusztus 14. — Budapest, 1984. január 8.) magyar újságíró, szerkesztő, bibliográfus.

## Életútja, munkássága
1944. őszétől a székelyudvarhelyi Szabadság szerkesztője, majd a bukaresti és kolozsvári rádió magyar nyelvű adásainak munkatársa volt. 1948–1968 között az Állami Irodalmi és Művészeti Könyvkiadó, illetve az Irodalmi Könyvkiadó nemzetiségi osztályának vezetője, majd szerkesztője volt.
Összeállításában jelent meg Salamon Ernő műveinek bibliográfiája az Összegyűjtött versek című kötetben (1966); Asztalos István műveinek bibliográfiája Izsák József Asztalos-monográfiájában (Abafáy Gusztávval, 1967); a Korunk költészeti anyagának (1932–40) repertóriuma a Méliusz Józseffel és Szász Jánossal szerkesztett A Korunk költészete című kötetben (1967).
Életének utolsó időszakában Budapesten élt.